# Agostino Viligiardi
Agostino Viligiardi detto Cilla (Siena, 28 ottobre 1819 – Siena, 12 luglio 1856) è stato un fantino italiano.
Vinse una volta il Palio di Siena: il 2 luglio 1852 per la Giraffa.

## Carriera
Di professione vetturino e facchino, Cilla (soprannome ereditato dal padre Pietro) esordì al Palio con l'Istrice il 2 luglio 1837. 
Corse con una certa regolarità fino al 1842, poi, eccettuata una presenza con la Giraffa alla carriera di luglio 1845, tornò in Piazza solo ad agosto 1851 con il giubbetto della Tartuca.
L'anno dopo, a luglio, Cilla fu fantino della Giraffa, all'epoca la contrada nonna e a digiuno da ben 45 anni, dopo il cappotto del 1807: sul morello di Angelo Cicali, condusse la carriera fin dalla mossa, cogliendo la sua prima e unica vittoria.
Nonostante il successo, Cilla corse altre due sole volte: al Palio di agosto seguente con la Civetta e il 3 luglio 1853 per la Tartuca, con cui chiuse la propria esperienza in Piazza del Campo.
Alla discontinuità della carriera del Viligiardi contribuirono verosimilmente la vita sregolata e i frequenti guai con la giustizia. Come accertato dalle ricerche compiute dagli storici del Palio Orlando Papei, Alessandro Ferrini, Enrico Giannelli e Maurizio Picciafuochi, nel 1835 Cilla fu denunciato per percosse alla madre; l'anno dopo fu incarcerato per aver malmenato il padre e, sempre nel 1836, fu condannato dal Tribunale di Siena per molestie ai danni di alcune persone, fra cui il fantino Luigi Brandani detto Cicciolesso; nel 1838 e nel 1841 fu denunciato per violenze sulla moglie; nel 1839 fu condannato per aver addirittura spogliato una giovane degente del Santa Maria della Scala, approfittando della sua incoscienza dovuta alle relative condizioni di salute, direttamente sul letto d'ospedale ove la ragazza era ricoverata.
Nello stesso ospedale, il 12 luglio 1856, Cilla morì a neanche 37 anni di età, appena tre anni dopo l'ultimo Palio disputato.

## Presenze al Palio di Siena
Le vittorie sono evidenziate ed indicate in neretto.
| Palio          | Contrada     | Cavallo                 | Note   |
| -------------- | ------------ | ----------------------- | ------ |
| 2 luglio 1837  | Istrice      | Baio di S. Rossi        | scosso |
| 2 luglio 1838  | Oca          | Morello di V. Ravenni   |        |
| 2 luglio 1839  | Pantera      | Baio di P. Migliorini   |        |
| 2 luglio 1840  | Civetta      | Baio di F. Pasquini     |        |
| 2 luglio 1841  | Istrice      | Morello di F. Gonzi     |        |
| 17 agosto 1841 | Valdimontone | ?                       |        |
| 18 agosto 1842 | Selva        | Morello di G. Pesucci   | scosso |
| 2 luglio 1845  | Giraffa      | Morello di G. Grassini  |        |
| 17 agosto 1851 | Tartuca      | Sauro di B. Papini      |        |
| 2 luglio 1852  | Giraffa      | Morello di A. Cicali    |        |
| 16 agosto 1852 | Civetta      | Morello di G. Guglielmi |        |
| 3 luglio 1853  | Tartuca      | Baio di G. Butini       |        |